# Elysium Planitia

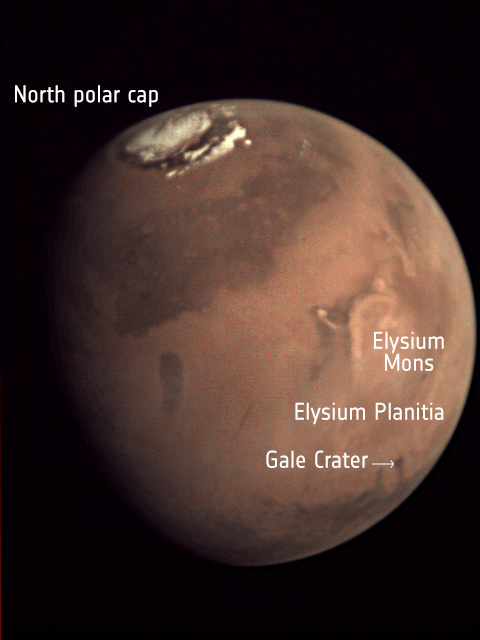
Az Elysium Planitia elhelyezkedése a Marson

Az Elysium Planitia a Mars bolygó egyik sík területe, ami az Elysium és az Aeolis négyszögekben  található. Ez egy nagy sima terület, ami nagyjából a Mars egyenlítője környezetében van. Középpontja é. sz. 3,0°, k. h. 154,7°3.000000°N 154.700000°E. Az Elysium vulkanikus tartományától délre fekszik, ami a bolygó második legnagyobb vulkáni régiója, a Tharsis után. Az Elysium Planitia az Elysium Mons, az Albor Tholus és a Hecates Tholus fő vulkánjait tartalmazza. Egy másik ősi pajzsvulkán, az Apollinaris Mons az Elysium Planitia  keleti részétől délre található.
Az Elysium Planitia legnagyobb kráterei az Eddie, a Lockyer és a Tombaugh. A síkság folyóvölgyekkel is rendelkezik, amelyek közül az egyik, az Athabasca Valles a Mars egyik legfiatalabbja lehet. Az észak-keleti oldalon egy hosszúkás mélyedés van, az Orcus Patera. Ezt, és néhány további keleti síkságot a Mariner–4 az 1965-ös átrepülése során lefényképezte.
Egy 2005-ös fotó (a Mars Express műhold felvétele) az Elysium Planitia é. sz. 5°, k. h. 150°5.000000°N 150.000000°E pontjáról azt  mutatja, mintha hamu által fedett vízjég lenne. A jég becsült méretei 800 km × 900 km × 45 m; hasonló méretű és mélységű a földi Északi-tenger is. Úgy gondolják, hogy a jég a Cerberus Fossae repedéseiből származó vízáradások maradványa, körülbelül 2–10 millió évvel ezelőttről. A terület felszínét töredezett, sík lapok bontják meg, mint egy tavon úszó jégtáblák. A becsapódási kráterek száma azt mutatja, hogy a lemezek legfeljebb 1 millió évvel idősebbek, mint a résanyag, ami azt mutatja, hogy a terület túl lassan szilárdult meg ahhoz, hogy az anyaga bazalt láva legyen.

## Áttekintés

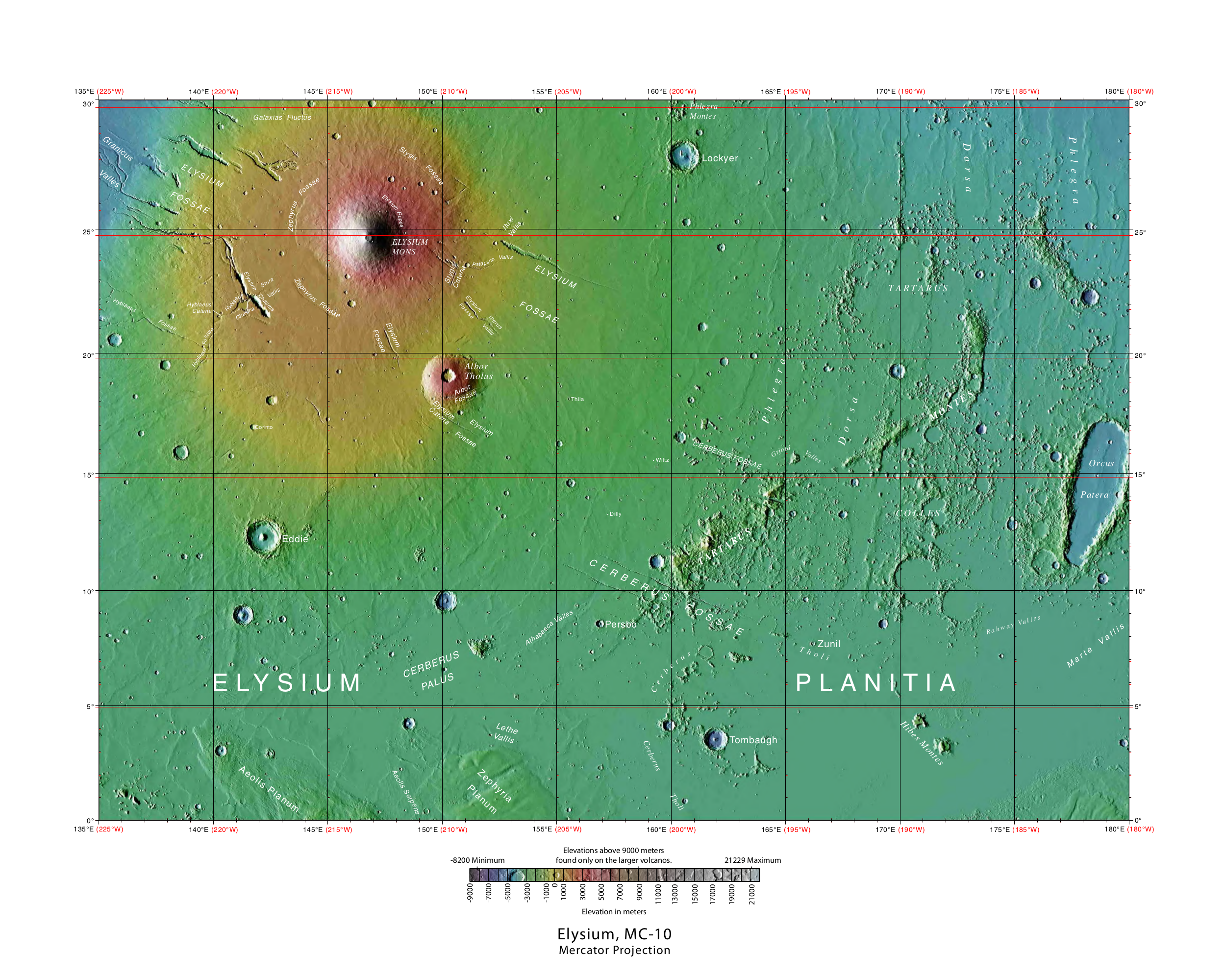
Az Elysium négyszög a MOLA térképen, az Elysium Planitia a kép alján található
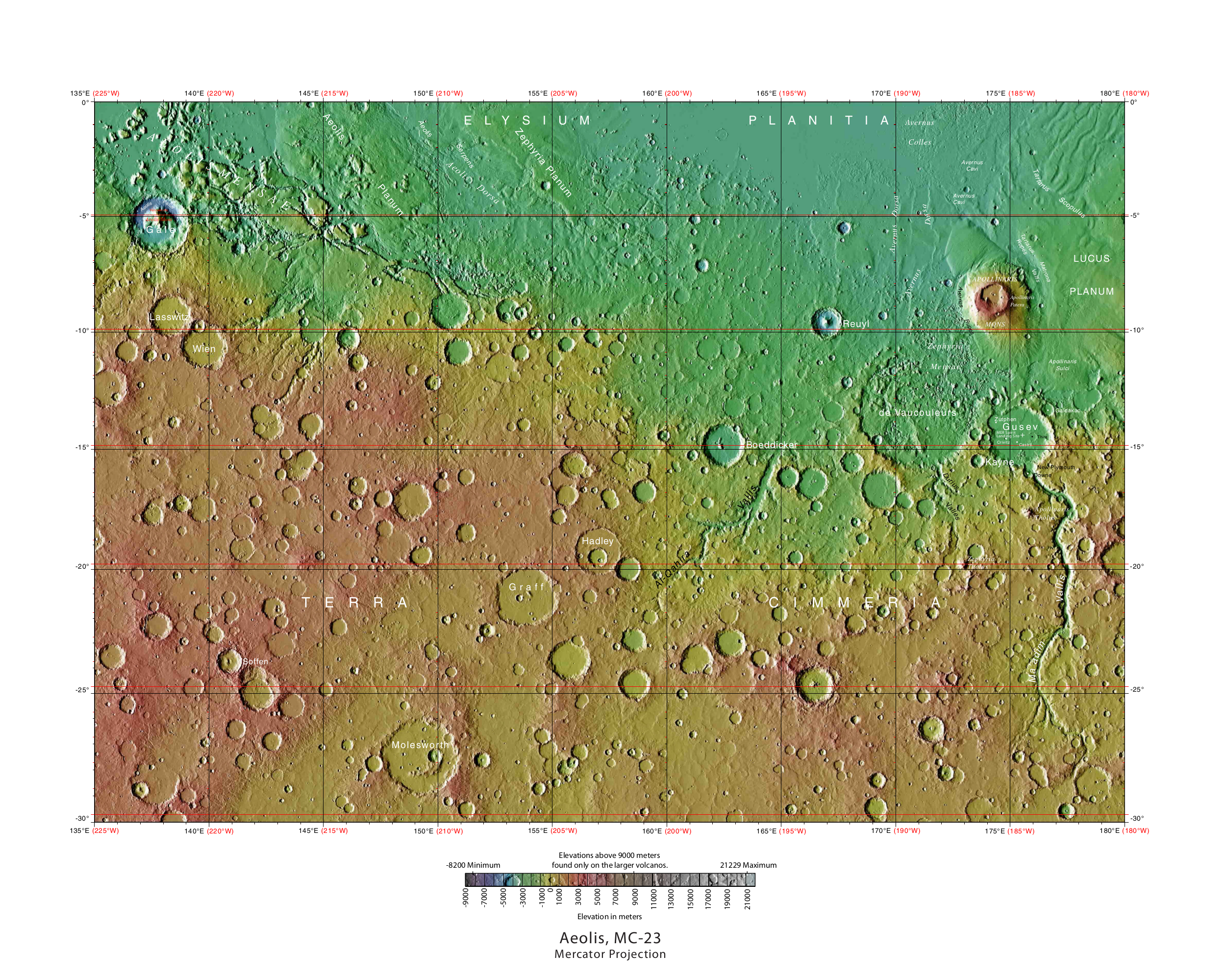
Az Aeolis négyszög a MOLA térképen, az Elysium Planitia felül van

## Felfedezés

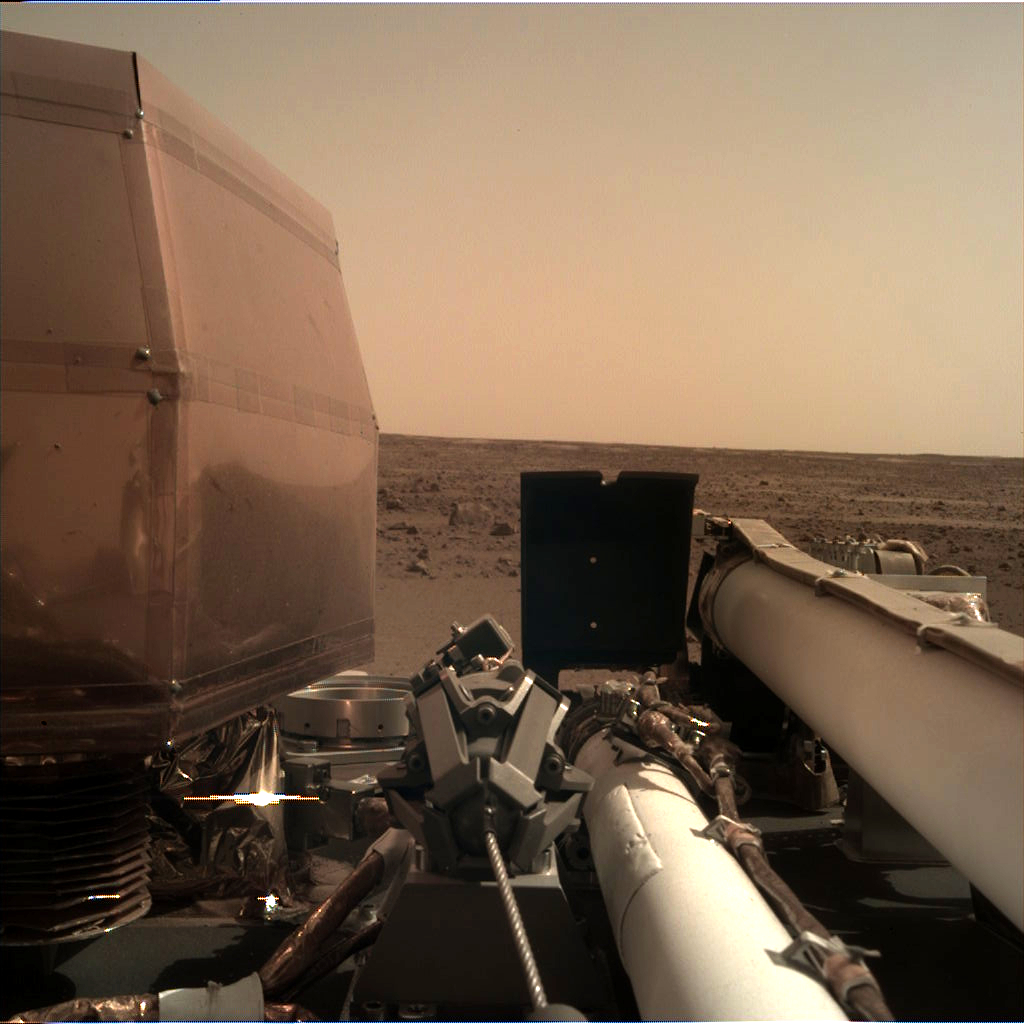
Az Instrument Deployment Camera (IDC) első felvétele az InSight küldetés során (2018. november 26.)

A NASA InSight küldetése  2018. május 5-én indult el a Földről és 2018. november 26-án szállt le az Elysium Planitia-ra. A műhold feladata a Mars belső szerkezetének tanulmányozása, ezzel elősegítve a bolygó kialakulásának megértését. Az InSight leszállóegysége színes képeket készített az Elysium Planitia felszínéről, amiket rádiójelekkel küldött vissza a Földre. A leereszkedés során két további elem vált le a leszállóegységről, a hátsó burkolat ejtőernyővel, és a hővédő pajzs, mindkettő a leszállóegység közelében csapódott be.

## Képtár

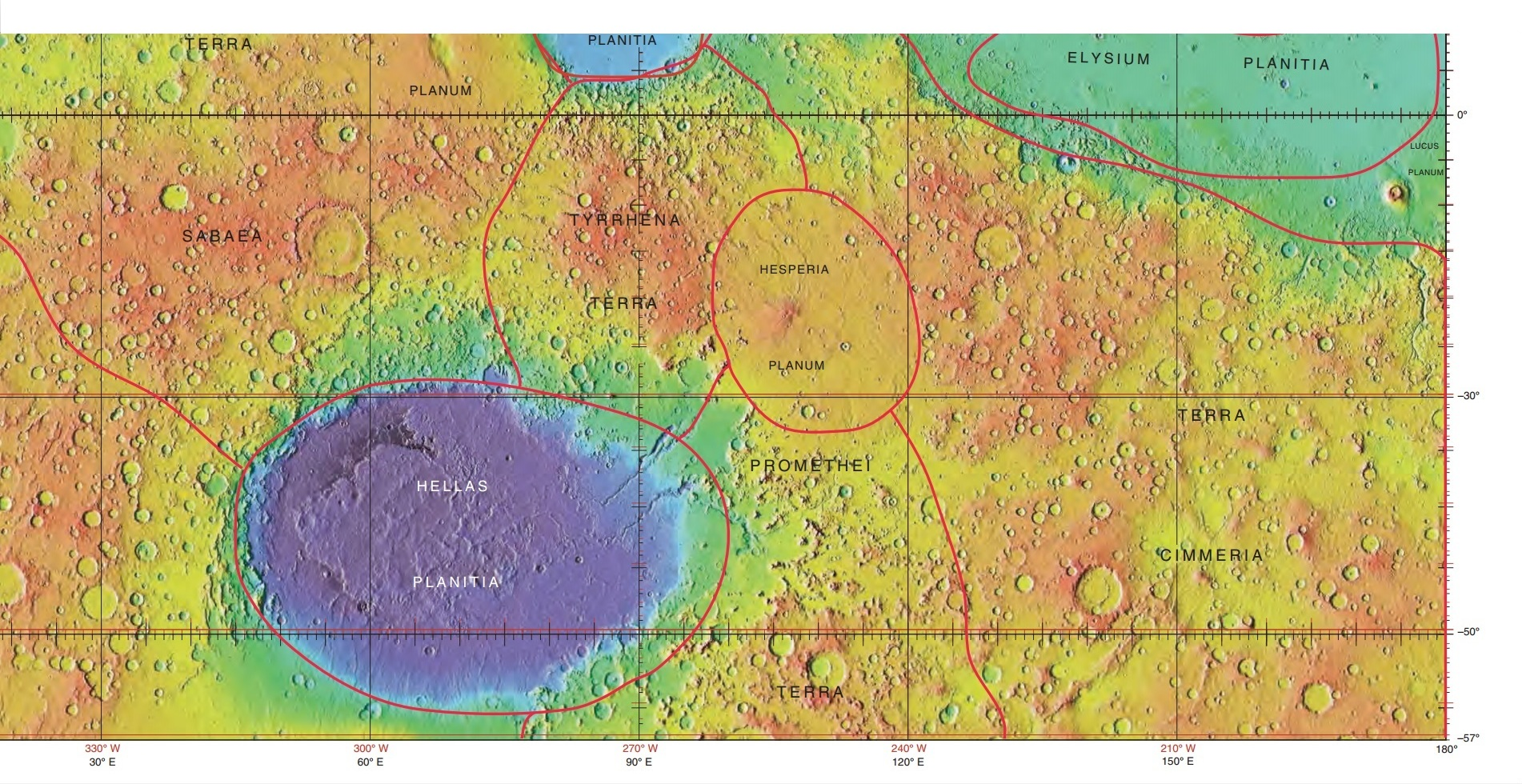
A MOLA térkép az Elysium Planitia és más közeli régiók határait mutatja.
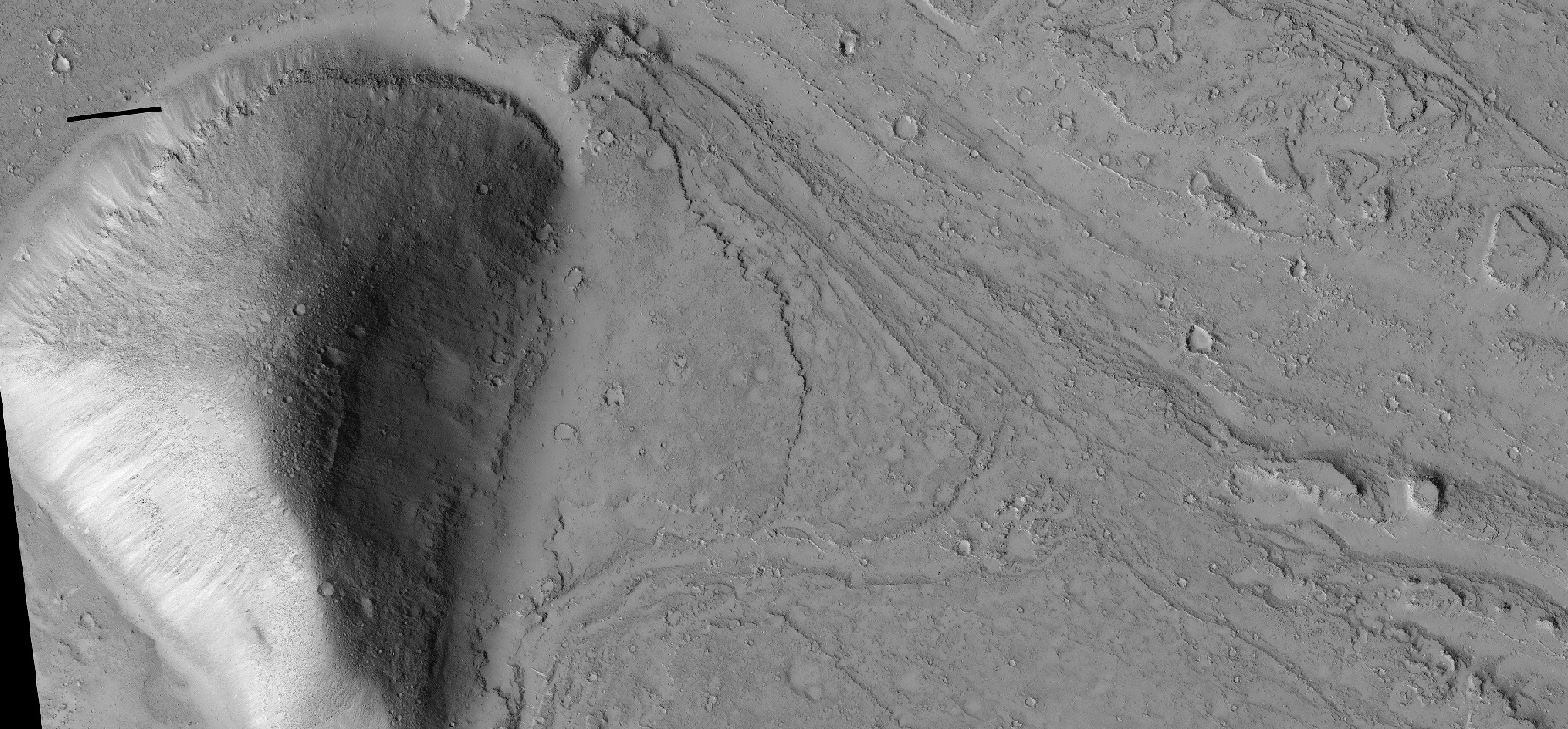
Rétegek a HiRISE felvételén
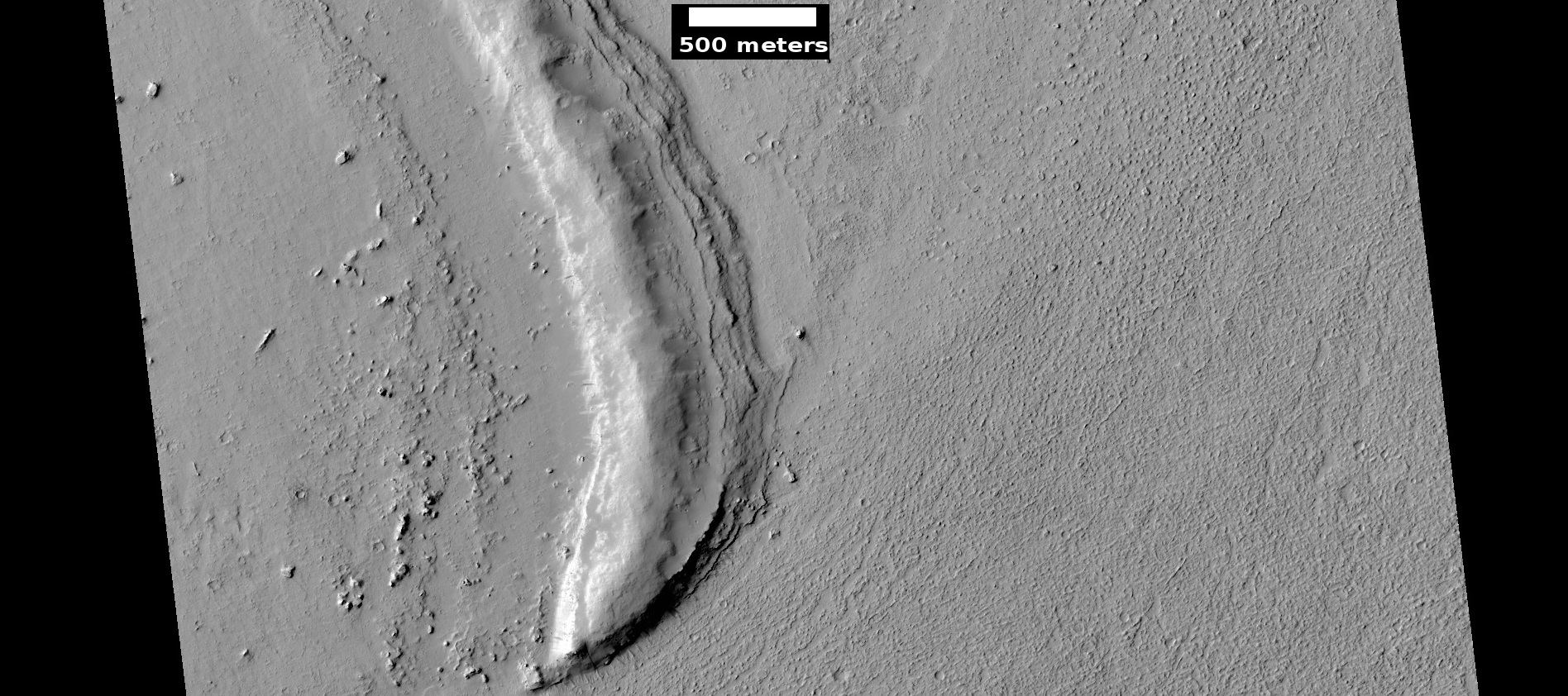
Rétegek a Marte Vallisban (HiRISE felvétel)
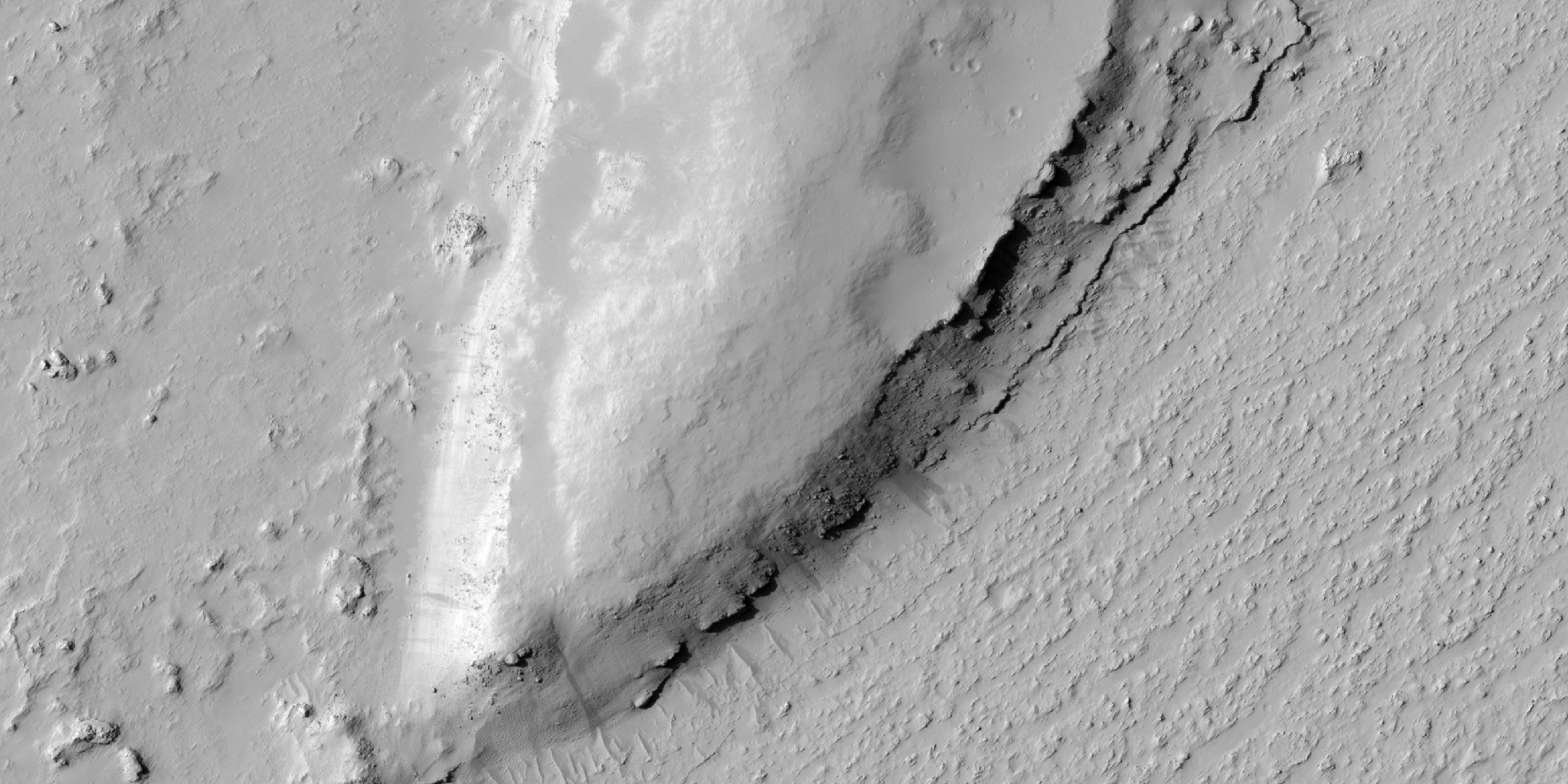
Közel az előző kép rétegeihez, ahogy azt a HiRISE látja. Néhány sötét, lejtős csík is látható rajta
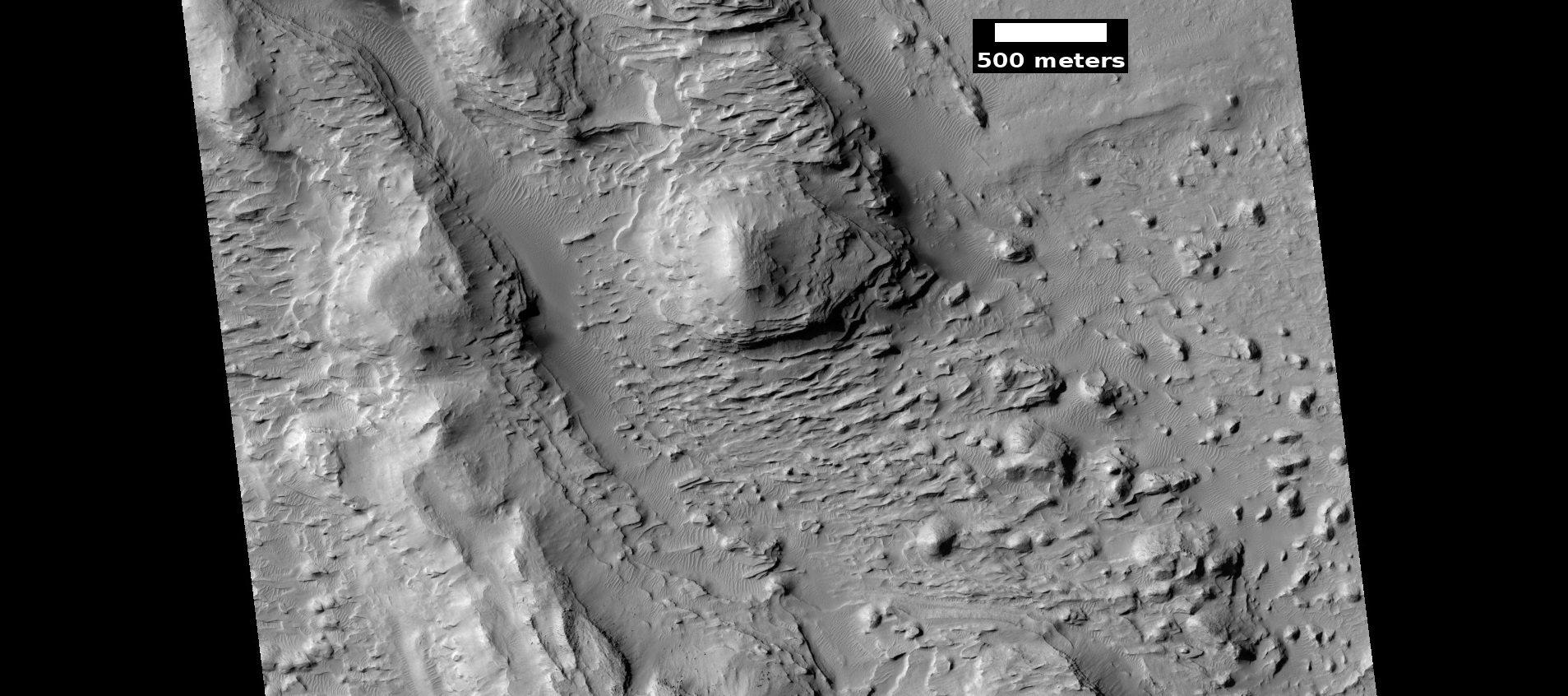
A HiRISE által látható rétegek. A hely a Gale krátertől keletre fekszik az Aeolis négyszögben
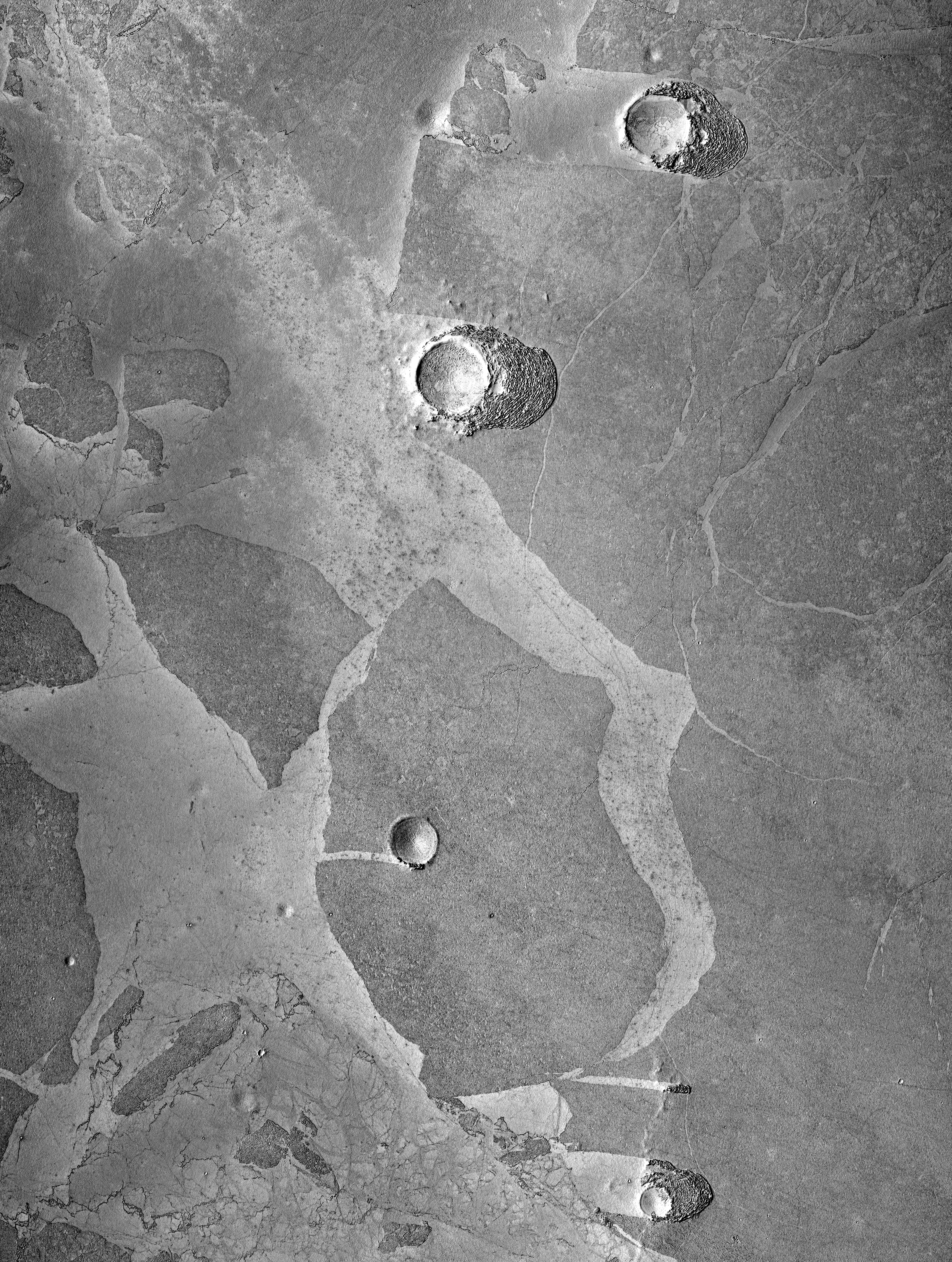
„Jeges lemezek” balra